# Bombal
Bombal es una localidad del departamento Constitución, provincia de Santa Fe, República Argentina. Dista 255 km de la ciudad de Santa Fe. Se ubica a la vera de la Ruta Provincial 14, a 100 km de Pergamino, a 87 km de Rosario y 90 km de la ciudad de Venado Tuerto.

## Historia
- 1917: Visitan a la familia Bombal, dueños de tierras en el sur de Santa Fe, residentes en la provincia de Mendoza, trasladándose un grupo de colonos que habitaban y trabajaban en sus propiedades santafesinas para exponer sobre la posibilidad de crear un nuevo pueblo. Para Domingo Lucas Bombal y su madre, éste fue un proyecto de su agrado y así donan parte de las tierras a favor de la compañía de FF.CC.
- 1919: Aparece el Pueblo Estación Bombal. Una vez más un acontecimiento fundacional con el tendido del FF.CC. y sus estaciones, estableciéndose asentamientos de trabajadores.
- 14 de abril de 1921: Creación de la comuna.

## Historia familiar
En Limoges, ciudad del centro de Francia, nace Jean Bombal,quien fue oficial del ejército francés del rey Luis de Francia.  Bastante joven y entusiasta, en las primeras décadas del siglo XVIII, es comandado a realizar un viaje a América. Al llegar al antiguo Virreinato del Río de La Plata, se relaciona con familias de la mayor prosapia. En este lugar, conoce a María Sastre Lynch, mujer de alta sociedad con la que se casa y tiene un hijo, Juan Bombal. Juan Bombal se radica en Mendoza hacia 1760. Conoce a Isabel Valenzuela y en 1779 deciden casarse. De este matrimonio nace Ignacio, el menor de cuatro hermanos. Éste participa en dos oportunidades en la milicia: fue teniente segundo de las Caballerías de Mendoza y capitán de las milicias Cívicas los Blancos. Ignacio Bombal contrae matrimonio con Ramona Ugarte y tiene con ella seis hijos, entre ellos Domingo. Partícipe de la política de Mendoza, Domingo Bombal Ugarte fue gobernador interino de la provincia en reiteradas ocasiones entre 1863 y 1890. Hombre conciliador, contaba con la confianza de los distintos grupos políticos que en aquella época se enfrentaban. Contrajo primeras nupcias con Nemesi Videla, quien muere en el desastroso terremoto que acosó a Mendoza en 1861, y tiene con ella un hijo, Ignacio Bombal Videla. Luego de la pérdida de su mujer, seis años más tarde, se relaciona con Delfina Obrador, se casan y tienen tres hijos.Ignacio Bombal Videla se dedicó a las leyes; fue juez, camarista y senador de la provincia. Contrajo matrimonio, en 1887, con Lucila Barrionuevo Pescara y de esta unión nacieron Domingo Lucas y María Mercedes. Tras la muerte precoz de Ignacio, Lucila toma la responsabilidad de dirigir los negocios y cuestiones de la familia dando inicio a la producción vitivinícola familiar con la fundación de una bodega, en 1914, junto a Pedro Bombal Obredor. Tiempo después, los negocios de la familia Bombal siguen su curso bajo la dirección de Domingo Lucas.Domingo Lucas Bombal Barrionuevo nace en Mendoza en 1892. Viaja a Inglaterra en 1899, donde vive diez años. Allí recibe una delicada educación en el aristocrático colegio de Eaton. Completa sus estudios en Cambridge, EE.UU. Es en este lugar donde conoce a su primera mujer, Betty Skahaling, de la cual enviuda sin sucesión. Luego, se casa con Katherin West y tiene con ella dos hijas.Al regresar a Mendoza, asume la dirección de los negocios familiares que ya eran cuantiosos: comprendían no solo una bodega sino también grandes cantidades de tierras en Mendoza, Córdoba, Santa Fe y San Luis. Entre las propiedades de Mendoza, una de las más importantes era la estancia “Los Alamos”. En 1957 fallece Domingo Lucas Bombal.

## Parajes
- Campo Cucco
- Campo El Inglés
- Campo Peronja
- Colonia La Esperanza
- Colonia La Legua
- Copacabana
- La Sepultura
- La Casa De Marcelo Torcuato

## Naturaleza
En cuanto a los respectivos géneros de las especies naturales que se mencionan más abajo, muchos no se encuentran ya en sus nichos o el número de sus poblaciones ha disminuido. Se debe a la modificación que el avance de la agricultura de gran extensión generó en el medio ambiente autóctono natural.

## Flora
La cubierta vegetal primitiva ha sido alterada en forma casi completa por los cultivos y la urbanización.
Los pastizales se componen de cebadilla criolla, paja voladora, pasto miel, flechilla negra, variedad de hierbas del género stipa, rompe-arado, romerillo blanco, carqueja y la yerba de ovejas.
Antiguamente el ombú, con su majestuoso tamaño, rompía con la llanura de estas tierras. Hoy en día no se ve con frecuencia.

## Fauna
Mamíferos habituales: el murciélago de oreja de ratón de Chiloé, el peludo argentino o quirquincho mediano, el hurón menor, el ratón de las arenas, la laucha de Azara, el tuco-tuco, la mara o liebre de la Patagonia y el Robertino (especie de chinchilla en peligro de extinción).
Aves existentes: la martineta copetona común, la lechuza, el hornero, el tero, la pirincha, cotorra argentina o cotorrita verdigrís (Myiopsitta monachus), garza mora, la gallinetita de puntos negros, la caminera común, el canastero o coludo enano, el torito de pico amarillo, el pájaro de corona castaña, el carpintero chico, la cata común, el cabecita negro común y el gorrión.
Reptiles: el ñuaso verde -especie de culebra-, el amberé o saltacera, la lagartija grácil y la iguana santafesina.
Batracios: el sapito pampeano y la ranita Leptodactylus mystacinus.
Invertebrados: varias especies de arañas, la langosta tucura -gran azotadora de cultivos-, la hormiga negra podadora y las mariposas de la alfalfa.

## Clima
El clima de Bombal es templado pampeano.
Temperatura: la media anual oscila entre los 16 y 21 °C.
Posee dos estaciones bien definidas. Se puede determinar una estación calurosa que abarca desde noviembre a marzo, y otra fría de junio a agosto. La temperatura decrece rápidamente hasta alcanzar un mínimo en los meses de junio y julio, aunque es notable la inestabilidad del tiempo, que produce amplias variaciones de temperatura en muy pocas horas. Marzo es siempre el mes más estable. En invierno se registran temperaturas bajo cero, con fuertes heladas que dañan los cultivos.
Vientos: cálidos y húmedos. Los más habituales provienen del norte y del sur. Muy pocas veces superan las altas velocidades.
Lluvias: las precipitaciones pluviales son un elemento fundamental del clima. Las lluvias oscilan entre los 800 y los 1.000mm anuales, y si bien no se puede hablar de una estación seca, las precipitaciones son sensiblemente mucho más abundantes en verano que en invierno.

## Suelo
Argiudoles: de pradera negro. Es muy fértil y apto para la agricultura y la ganadería. Se extiende conformando una extensa llanura con ondulaciones moderadas. Bombal se emplaza aproximadamente a 100 msnm. El casco urbano varía entre 99 y 106 msnm.
Dentro de los Argiudoles existen una gran cantidad de series de suelos, que presentan algunas variaciones en sus contenidos de arcilla, limo y arena, y en el espesor de los horizontes que lo componen, pero todos se caracterizan por poseer un horizonte B textural (alto contenido de arcilla) y el comienzo del material original (horizonte C) alrededor de 1,2 m de profundidad.

## Aguas subterráneas
Bombal se encuentra en la zona sudoeste de la provincia de Santa Fe, la que cuenta con la mejor permeabilidad de los suelos y la calidad de las aguas dulces subterráneas es superior a las de otras zonas de la provincia. 
A pesar de tener esa propiedad, el agua no es apta para el consumo humano por contener un elemento peligro, el Arsénico.
Consecuencias:
Irritación de estómago e intestino.
Disminución de la producción de glóbulos rojos y blanco.
Irritación de los pulmones.
Lesiones en la piel.
Diabetes.
Posibilidades de Cáncer (Piel, Pulmón, Riñones e Hígado).
En exposiciones muy altas:
Infertilidad y Aborto en mujeres
Daño del Cerebro
Problemas Cardiacos

## Personajes Ilustres
- Maria Luisa Bombal, Escritora chilena.
- Federico Cartabia, futbolista del Real Club Deportivo de La Coruña
- Suma Paz, Cantante y compositora folklórica
- Jesús Emiliano, Periodista que ejerce su profesión en Radio 2 AM 1230 (Rosario). Es conductor de los éxitos radiales "Hoy es siempre todavía" (lunes a viernes de 19 a 20:30) y "La tribuna de los sueños" (Domingos de 14 a 19:30). Además el relator principal de las transmisiones de fútbol de dicha emisora. Supo trabajar con Victor Hugo Morales en Radio Continental. Es considerado un hombre de radio
- Santiago Uriarte, periodista, locutor, editor, animador. Trabaja actualmente en TE.LE.FE como periodista en un programa informativo, también dirige y produce  un diario local llamado La Palabra.
- Walter Daniel Tanoni, ex piloto argentino de automovilismo (1969-2000), consagrado Campeón post-mortem de Turismo Nacional en 2000. Hermano mayor de Omar Luis.
- Omar Luis Tanoni, expiloto de automovilismo argentino (1975-). Único piloto de Bombal en competir en Turismo Carretera. Hermano menor de Walter Daniel.

## Entidades deportivas
- Club Sportivo Bombal.
- Bombal Juniors Club. (Con su sede polideportiva en acceso Ruta Provincial Nro. 14)
- Club Rosario Puerto Belgrano (Abandonado)
- Club Bartolomé Mitre
- Club Sol y Tierra

## Escuelas
Bombal posee el Jardín de Infantes N° 190 "Padre Juan Larrambebere", la escuela primaria N° 6214 "Manuel Belgrano", y la Escuela de Enseñanza Media N° 246, "Dr. Carlos Saavedra Lamas". En esta última, por la noche también dicta clases la Escuela de Enseñanza Media Para Adultos N° 1283 "Ana Boriotti de Scampino", y el Centro de Alfabetización.La educación especial también tiene su espacio en la Escuela N° 2121.

## Festejos
Santo Domingo de Guzmán, festividad: 8 de agosto. Se celebra el 4 de agosto.* Capital Provincial de la Industria Agroalimentaria. Se celebra cada año exponiendo sus productos alimenticios que ofrecen cada una de sus fábricas, empresas etc. También debido a esta celebración ofrece grandes festejos con shows importantes.

## Parroquias de la Iglesia católica en Bombal
| Diócesis  | Venado Tuerto           |
| --------- | ----------------------- |
| Parroquia | Santo Domingo de Guzmán |